# كابلام!
كابلام! (بالإنجليزية: KaBLaM)‏ هو مسلسل رسوم متحركة كوميدي أميركي عرض على نكلوديون في الفترة من 1996 إلى 2000. تم إنتاج المسلسل من قبل روبرت ميتنثال، ويل ماكروب، وكريس فيسكاردي. وقد تم تطوير هذا المسلسل بمثابة مسلسل مرسوم بشكل بديل من الرسوم المتحركة يشيع وجوده أكثر في الأفلام المستقلة والإعلانات التجارية. وبالتالي كل حلقة تظهر بها مجموعة من الأفلام القصيرة بأنماط رسوم عديدة، وتظهر بين الفقرات شخصيات هنري وجون، حيث يقومان بتقديم الفقرات ويقضون مغامراتهم الخاصة. على الرغم من أن محطة سنيك بثت العديد من رسوم نيكتونز، فإن كابلام! كان المسلسل الوحيد من نيكتونز والذي أنتج خصيصا لصالح سنيك. وأصبح برنامجا تلفزيونيا في عام 1997 (عندما وضعت تصنيفات المحتوى في أمريكا قيد الاستخدام)، حتى وقت لاحق من ذلك العام. حقق المسلسل نجاحا بين النقاد والجمهور وجمع طائفة من المعجبين.

## بطولة
- ميشا بارتون

## روابط خارجية
- كابلام! على موقع IMDb (الإنجليزية)
- كابلام! على موقع كينوبويسك (الروسية)
- كابلام! على موقع قاعدة بيانات الفيلم (الإنجليزية)